# Schloß Ricklingen
Schloß Ricklingen è una frazione (Stadtteil) della città di Garbsen, nel land della Bassa Sassonia, in Germania.

## Storia
Già comune autonomo nel circondario di Neustadt am Rübenberge, fu soppresso e incorporato a Garbsen il 1º marzo 1974.